# Le Poing de l'estropié
Pour plus de détails, voir Fiche technique et Distribution.
Le Poing de l'estropié (Η Γροθιά του Σακάτη, I grothia tou sakati) est un film grec réalisé par Tetos Demetriadis et sorti en 1930.
Le film peut être considéré comme un des premiers films parlants grecs, mais, il est oublié au profit de L'Amoureux de la bergère pour deux raisons : il a été tourné aux États-Unis et n'est pas considéré comme réellement grec ; il est totalement perdu.

## Synopsis
Les difficultés d'un estropié, avec un fort sous-texte de critique sociale.

## Fiche technique
- Titre : Le Poing de l'estropié
- Titre original : Η Γροθιά του Σακάτη (I grothia tou sakati)
- Réalisation : Tetos Demetriadis
- Scénario : Tetos Demetriadis
- Direction artistique :
- Décors :
- Costumes :
- Photographie : Orfeas Karravias
- Son :
- Montage :
- Musique :
- Société(s) de production : Universal
- Pays d'origine :  Grèce,  États-Unis
- Langue : grec
- Format :  Noir et blanc
- Genre : Drame
- Durée : 60 minutes
- Dates de sortie : 12 mai 1930

## Distribution
- Tetos Demetriadis
- Nikos Dendramis
- Lena Fouli